# Hypseleotris pangel
Hypseleotris pangel är en fiskart som beskrevs av Herre 1927. Hypseleotris pangel ingår i släktet Hypseleotris och familjen Eleotridae. Inga underarter finns listade i Catalogue of Life.